# Words for the Dying
| Оценки критиков | Оценки критиков |
| Источник        | Оценка          |
| --------------- | --------------- |
| AllMusic        | [ 1 ]           |

Words for the Dying — студийный альбом валлийского музыканта и композитора Джона Кейла, вышедший в 1989 году при поддержке Opal/Warner Bros. records

## Список композиций
1. «Introduction» — 1:45
2. «There Was a Saviour» / «Interlude I» — 9:35
3. «On a Wedding Anniversary» — 5:00
4. «Interlude II» — 4:45
5. «Lie Still, Sleep Becalmed» — 4:18
6. «Do Not Go Gentle Into That Good Night» — 5:25
7. «Songs Without Words I» — 2:40
8. «Songs Without Words II» — 1:50
9. «The Soul of Carmen Miranda» — 3:20